# Martin Simonson

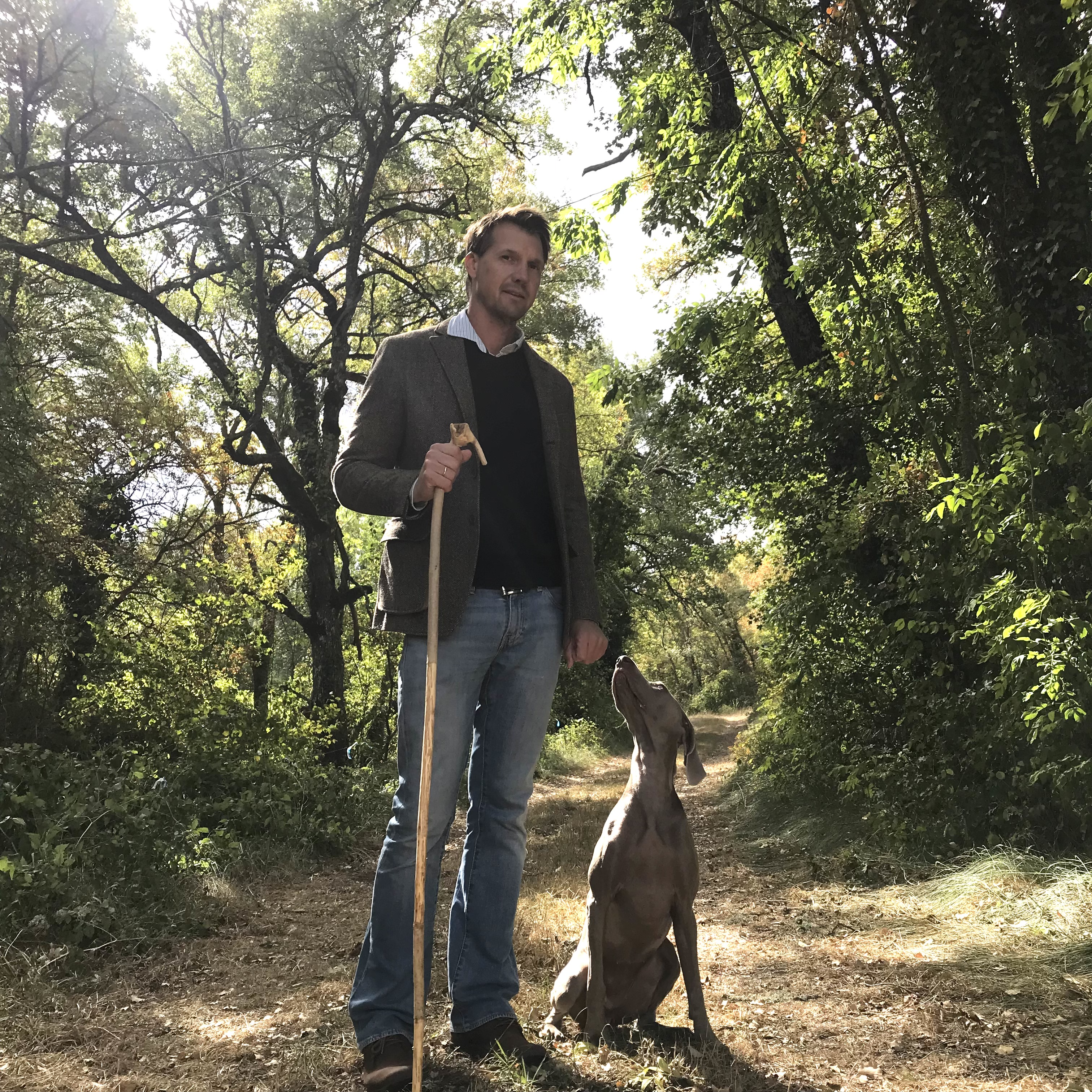
Martin Simonson

Martin Simonson (* 1973 in Göteborg) ist ein schwedischer Anglist spezialisiert auf Fantasy-Literatur. Er unterrichtet englische Sprache und Literatur an der Universität des Baskenlandes in Spanien.

## Leben
Er ist Autor verschiedener Romane und hat eine Reihe von Büchern über Fantasy und Science-Fiction verfasst und herausgegeben. Er hat auch Romane, Theaterstücke und Bildromane aus dem Englischen, Schwedischen und Norwegischen ins Spanische übersetzt sowie Aufsätze zur amerikanischen Geschichte veröffentlicht und zahlreiche Artikel und Kapitel in Büchern über die Werke von J. R. R. Tolkien.
Er ist verheiratet und hat zwei Töchter.

## Werke
- El Oeste recuperado: La literatura del pasado y la construcción de personajes en «El Señor de los Anillos». Peter Lang, 2019. ISBN 978-3034337311.
- El Western fantástico de Stephen King. Peter Lang 2017, ISBN 978-3034332323.
- Representations of Nature in Middle-earth. Walking Tree Publishers 2015, ISBN 978-3905703344.
- El héroe del oeste en las Crónicas de Narnia. Peter Lang 2014, ISBN 978-3034316019.

| Personendaten    | Personendaten        |
| ---------------- | -------------------- |
| NAME             | Simonson, Martin     |
| KURZBESCHREIBUNG | schwedischer Anglist |
| GEBURTSDATUM     | 1973                 |
| GEBURTSORT       | Göteborg             |